# 景僕
景僕（？—？），《史记》作昌僕，是颛顼的母亲，昌意的妻子，出自蜀山氏。
景僕被称为女枢，在若水生颛顼，颛顼头戴干戈，有圣德。颛顼十岁辅佐少昊，十二岁加冠礼，二十岁登帝位。《山海经》说颛顼的母亲是淖子阿女，父亲是昌意的儿子韩流。